# Rejon miedwieżjegorski

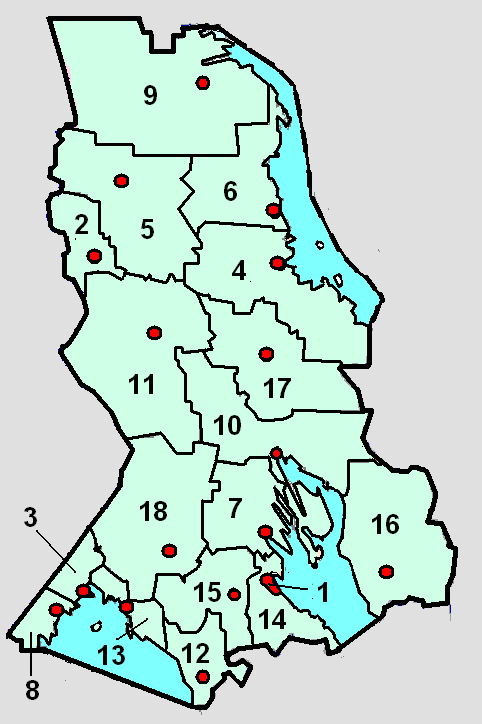
Podział administracyjny Karelii. Rejon miedwieżjegorski oznaczony numerem 10.
Czerwony punkt na terenie rejonu pokazuje lokalizację ośrodka administracyjnego

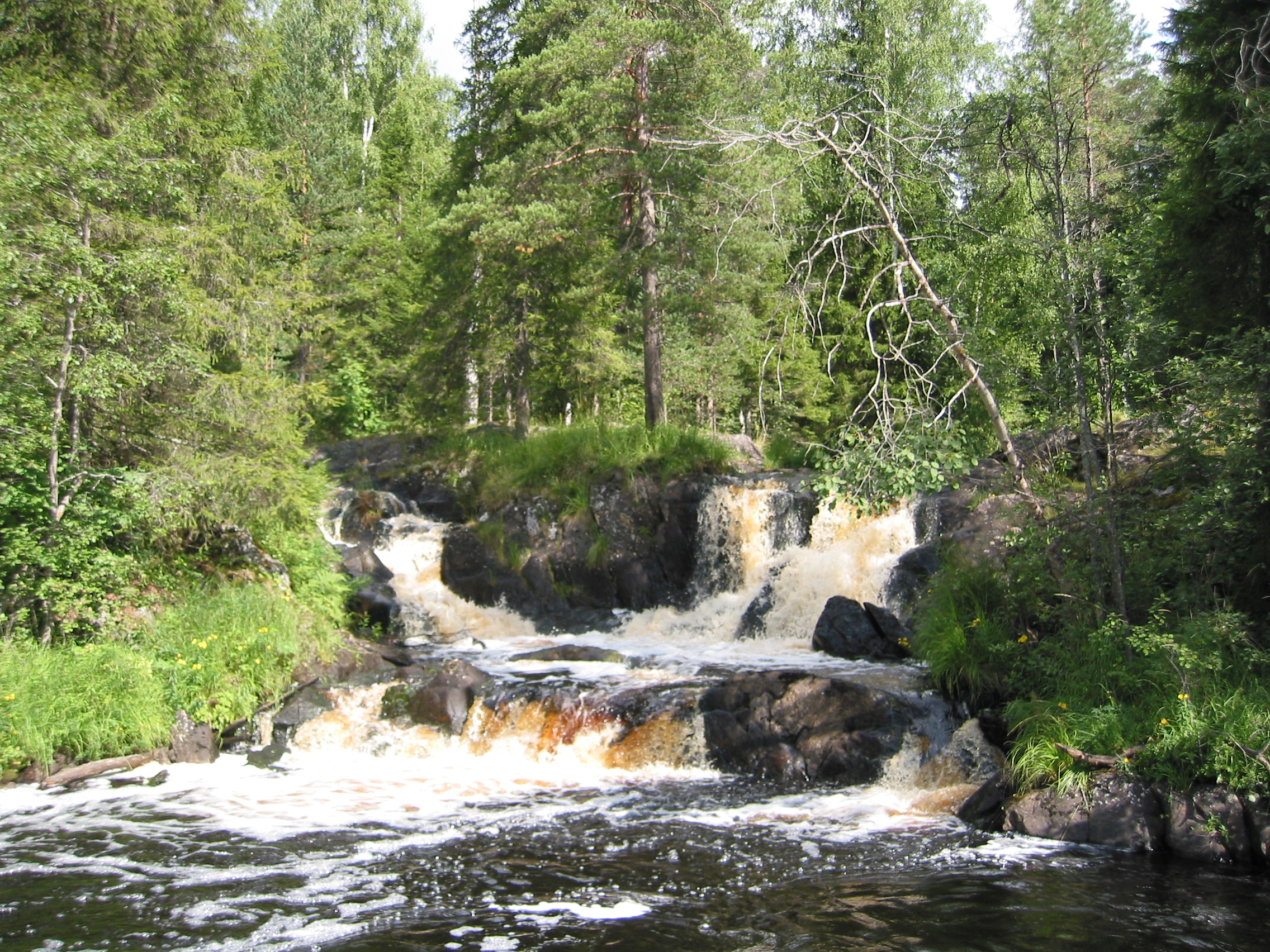
karelski krajobraz

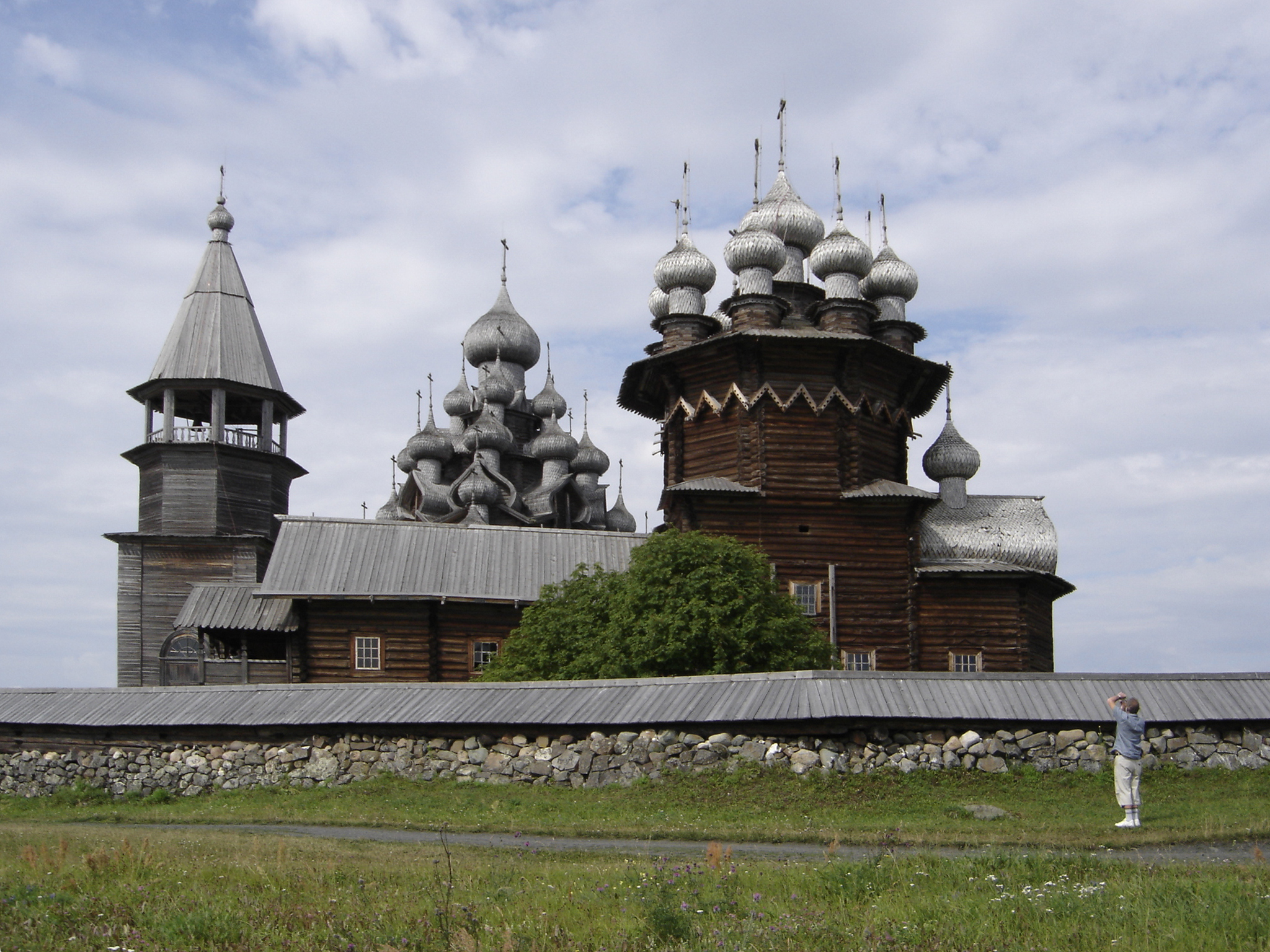
zabytkowa cerkiew na wyspie Kiży

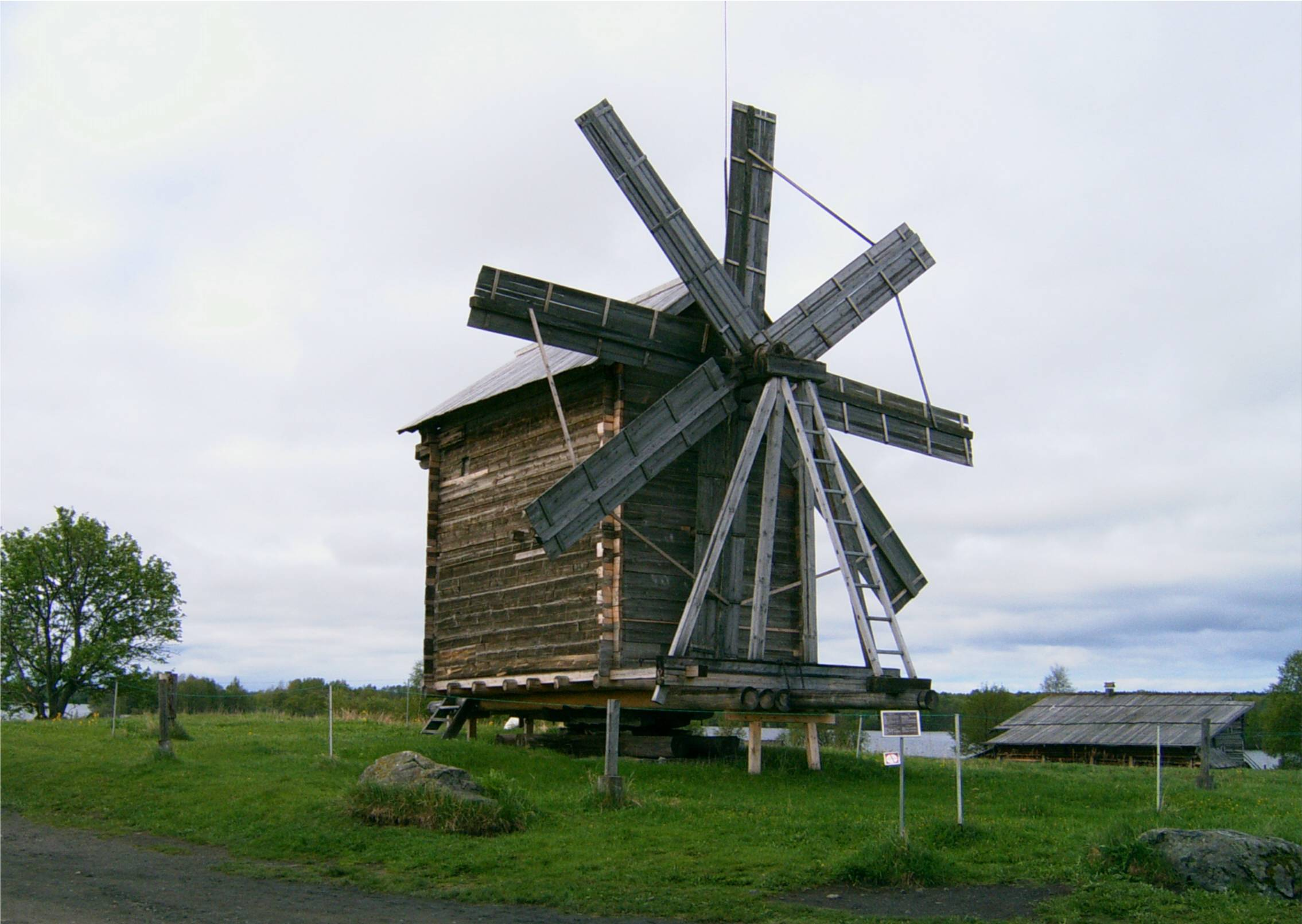
młyn na wyspie Kiży

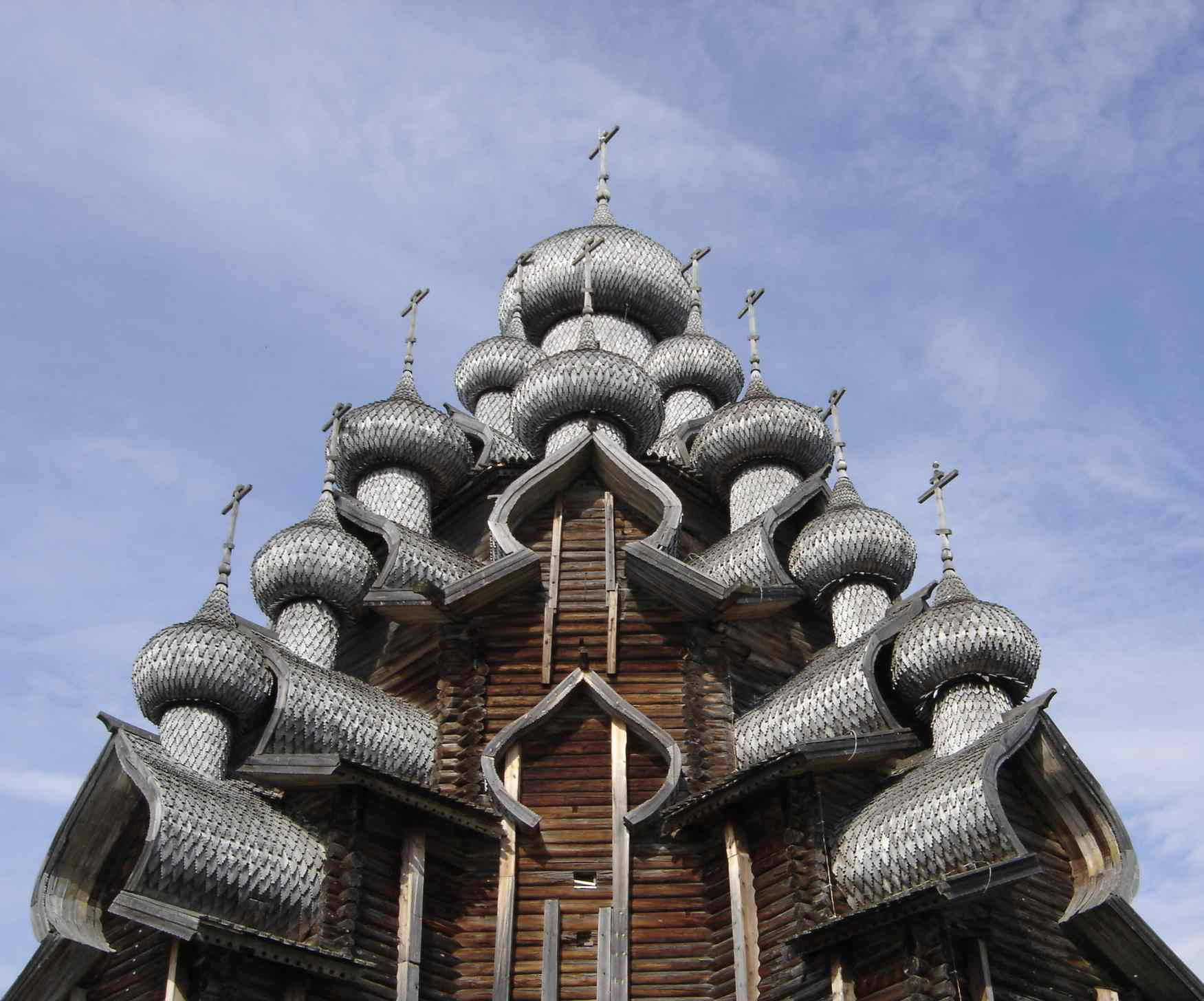
cerkiew na wyspie Kiży

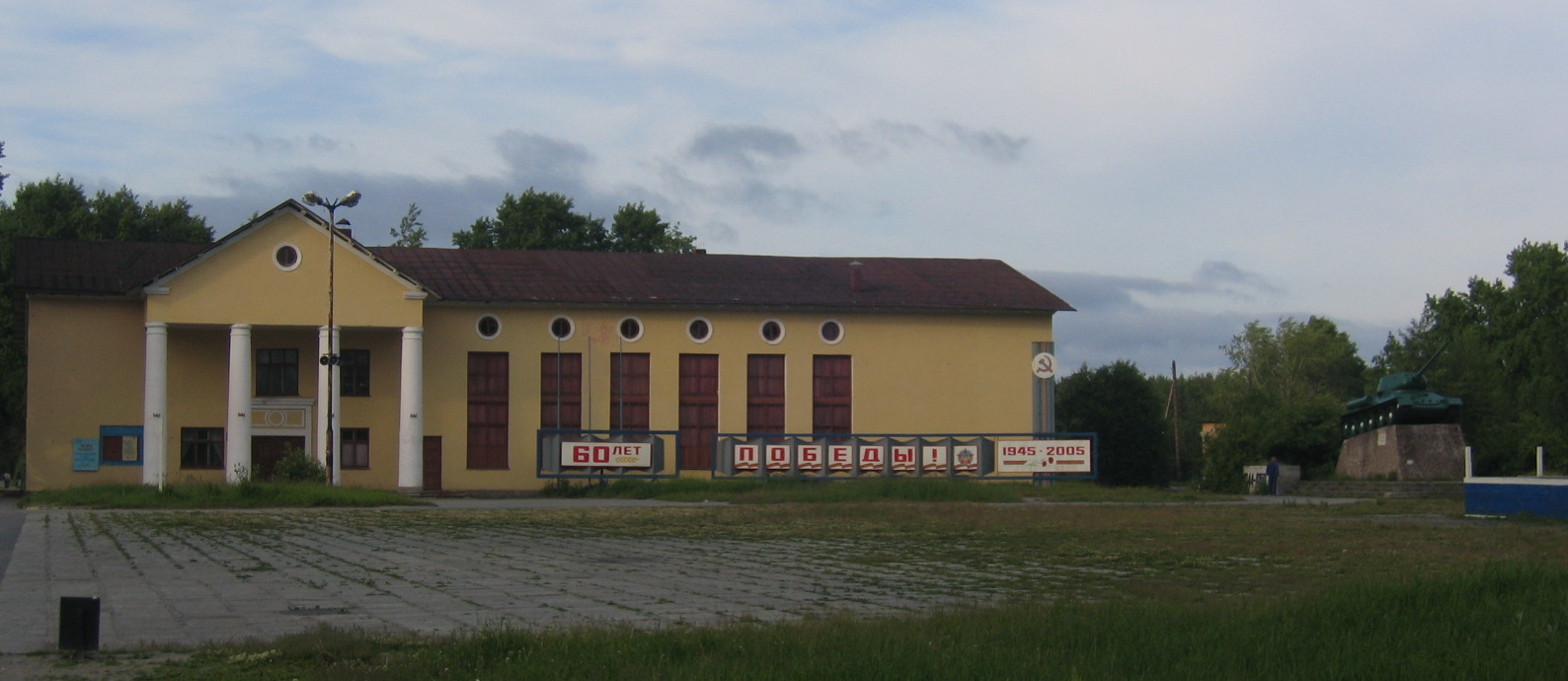
Miedwieżjegorsk – ośrodek administracyjny rejonu

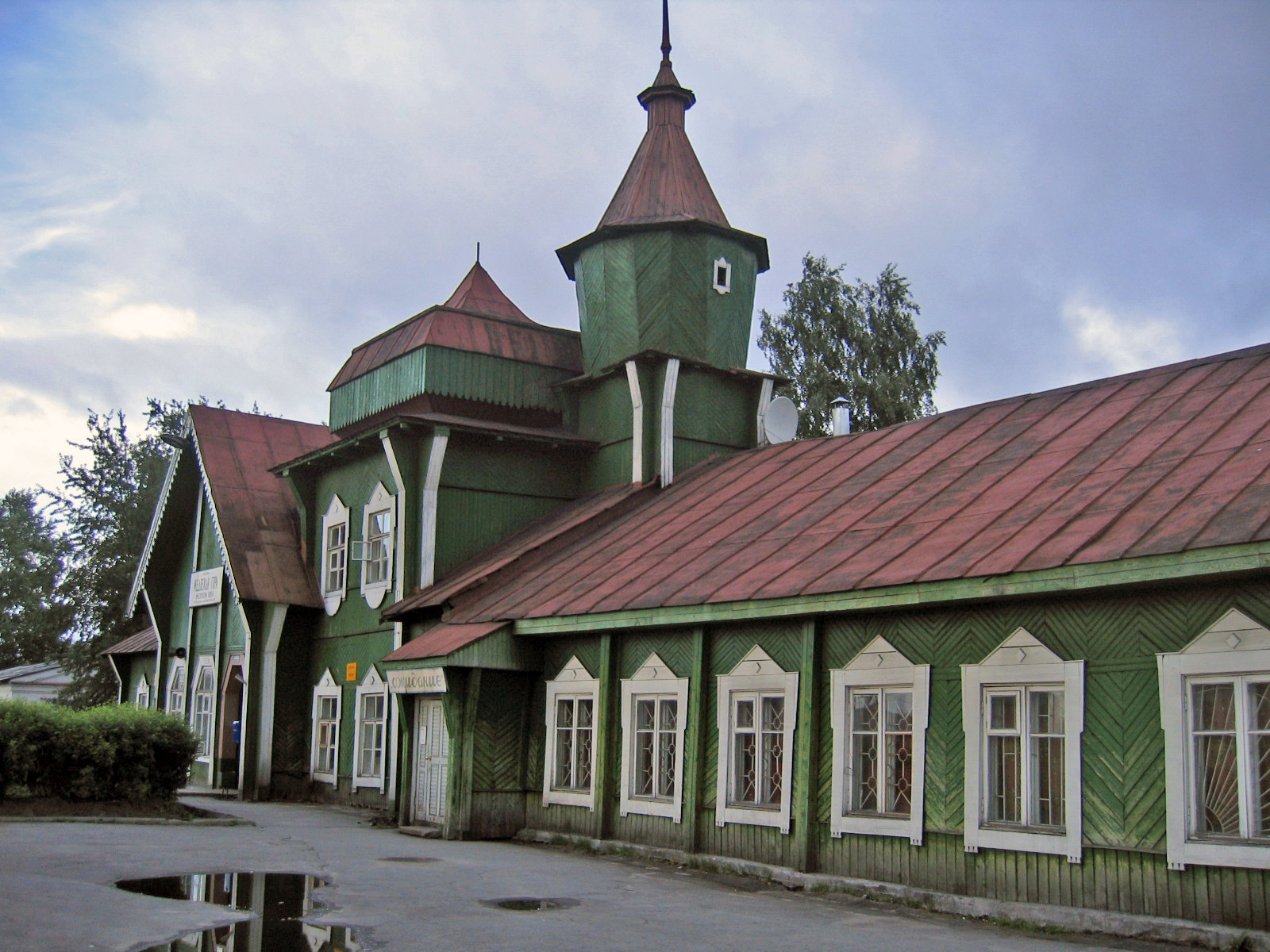
stacja kolejowa w Miedwieżjegorsku

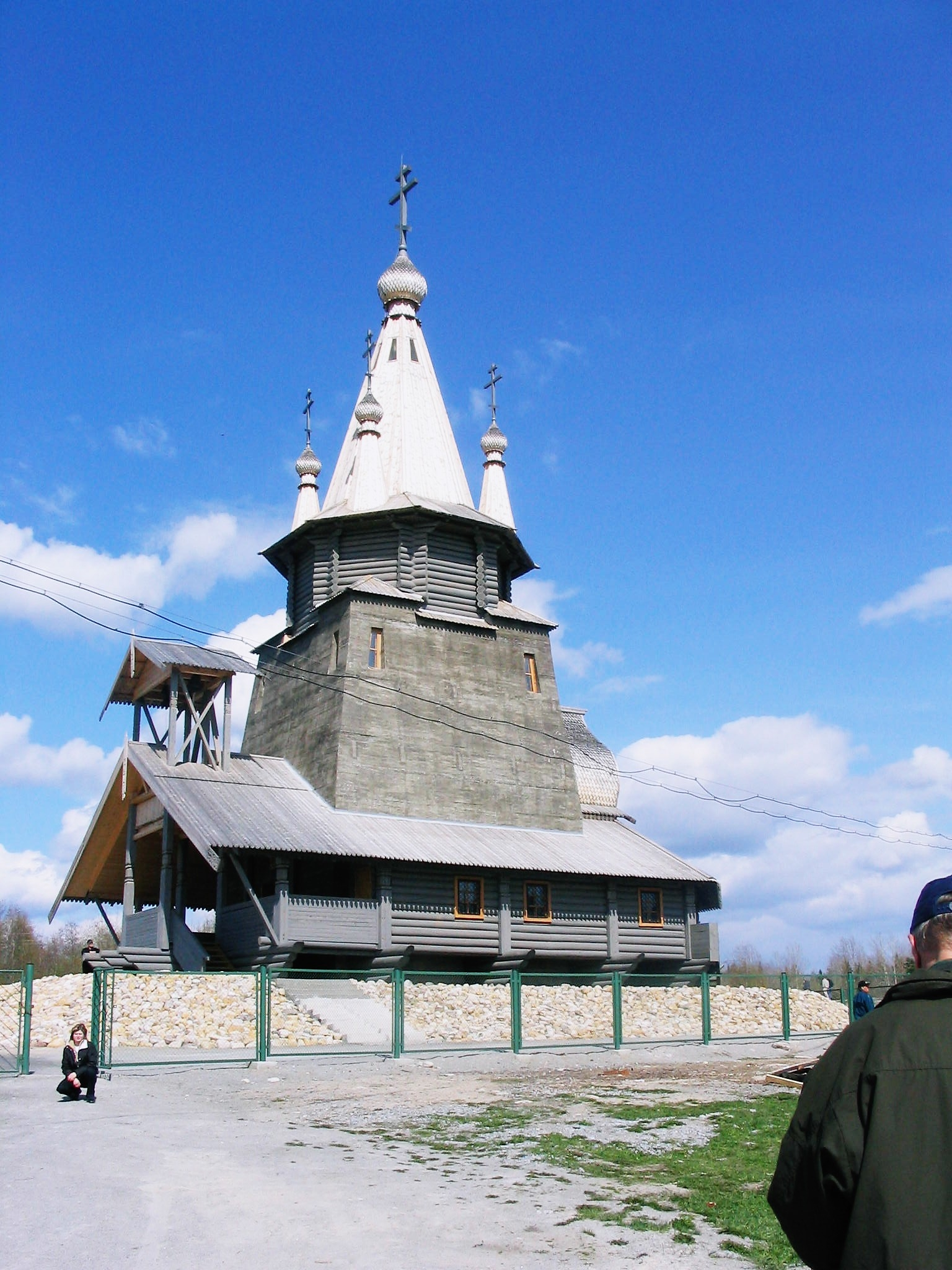
cerkiew w Powieńcu

Rejon miedwieżlegorski (ros.  Медвежьегорский район ) – rejon w północno-zachodniej Rosji, wchodzący w skład rosyjskiej Republiki Karelii.

## Położenie
Rejon leży w środkowej Karelii, nad jeziorem Onega.

## Powierzchnia
Rejon miedwieżjegorski zajmuje powierzchnię 13 695 km². Obszar rejonu stanowi równina. Większość tego terenu pokrywa tajga, sosnowo-świerkowa, z domieszką drzew liściastych, głównie brzozy i osiki. Na terenie tym znajdują się liczne jeziora, spośród których największymi są Onega, Siegoziero i Topoziero, a także rzeki. Sporą część obszaru rejonu stanowią torfowiska i bagna.

## Ludność
Rejon zamieszkany jest przez 36 975 osób (2005 r.), głównie Rosjan, a także przez rdzennych mieszkańców Karelii – Karelów. Kilkuprocentowy udział w populacji mają też dwie inne napływowe nacje: Ukraińcy i Białorusini.
Osadnicy niewywodzący się z autochtonicznej ludności zamieszkują niemal wyłącznie w większych ośrodkach osadniczych, poza nimi większość mieszkańców stanowią Karelowie.
W ostatnich latach populacja rejonu, tak jak populacja całej Karelii zmniejsza się w wyniku emigracji ludności do większych miast w Rosji w poszukiwaniu pracy oraz niskiego przyrostu naturalnego. Ponieważ wyjeżdżają głównie ludzie młodzi, średnia wieku mieszkańców rejonu jest wysoka, i wynosi ponad 40 lat dla kobiet i ok. 35 dla mężczyzn, przy czym na wsiach jest ona o ok. 5 lat wyższa niż w ośrodkach miejskich.
Gęstość zaludnienia wynosi 2,67 os./km²
12 670 osób zamieszkuje na wsiach, a ludność miejska stanowi 66% ogółu populacji.

## Miasta
Jedynym miastem na terenie rejonu jest Miedwieżjegorsk, zamieszkany przez 16551 mieszkańców (2005 r.), stanowiący ośrodek administracyjny tej jednostki podziału terytorialnego. Poza tym na terenie rejonu znajdują się dwa osiedla typu miejskiego: Pinduszi (5194 mieszkańców) oraz Powieniec (2560 mieszkańców).

## Gospodarka
Gospodarka rejonu, podobnie jak gospodarka całej Karelii po rozpadzie ZSRR pogrążona jest w kryzysie.
Podstawowymi źródłami utrzymania dla mieszkańców rejonu miedwieżjegorskiego jest pozyskiwanie drewna dla potrzeb przemysłu, uprawa ziemi i chów zwierząt, a także myślistwo i rybołówstwo. Duże znaczenie odgrywa szeroko pojmowana sfera usług.

### Przemysł
Głównym ośrodkiem przemysłowym rejonu jest Miedwieżjegorsk. Znajduje się w nim przemysł drzewny i celulozowo-papierniczy, a także budowlany (produkcja kruszywa), a ponadto spożywczy, bazujący na produkcji rolnej i zwierzęcej rejonu. Także w innych większych ośrodkach osadniczych znajduje się przemysł drzewny oraz niewielkie zakłady przemysłu spożywczego (jak piekarnie czy masarnie), produkujące na rynek lokalny. Istotne znaczenie odgrywa także przemysł lekki (produkcja odzieży).

### Rolnictwo
Południowa część rejonu jest jednym z głównych karelskich ośrodków rolniczych. Mimo niezbyt sprzyjających warunków klimatycznych uprawiane są głównie ziemniaki, a także rośliny pastewne, oraz szybko rosnące gatunki warzyw i zboża: jęczmień, rzadziej żyto i owies.
Produkcja zwierzęca obejmuje bydło domowe i świnie, a także zwierzęta futerkowe (głównie norki).

### Turystyka
W ostatnich latach lokalne władze starają się wykorzystać turystyczne walory rejonu, w celu wypromowania tego obszaru jako atrakcyjnego miejsca na turystycznej mapie północno-zachodniej Rosji. Atrakcjami mającymi przyciągnąć turystów mają być walory krajobrazowo-przyrodnicze, jak też zabytki zlokalizowane na obszarze rejonu, z których najważniejszym jest wspaniały kompleks drewnianych cerkwi, kaplic, domów mieszkalnych i innych budynków zlokalizowany na położonej na jeziorze Onega wyspie Kiży. Zespół ten, budowany od XVII w. jest jednym z najpopularniejszych wśród turystów miejsc Rosji, wpisanym na Listę światowego dziedzictwa UNESCO.

### Surowce mineralne
Na terenie rejonu znajdują się złoża surowców wykorzystywanych w przemyśle budowlanym. Najważniejszymi z nich są dolomity, kwarcyty oraz łupki.

## Klimat
Na terenie rejonu panuje klimat umiarkowany chłodny, przejściowy pomiędzy morskim a kontynentalnym.
Średnia roczna temperatura powietrza wynosi ok. 3°. Średnia temperatura najchłodniejszego miesiąca – lutego wynosi -12 °C ÷ -12,5 °C, zaś najcieplejszego – lipca – +16 °C ÷ +16,5 °C. Okres bez przymrozków wynosi ok. 120 dni.
W rejonie notuje się wysoki poziom opadów (600 mm rocznie), głównie w postaci deszczu, których największe nasilenie ma miejsce w sierpniu.